# Hugo de Fouilloy

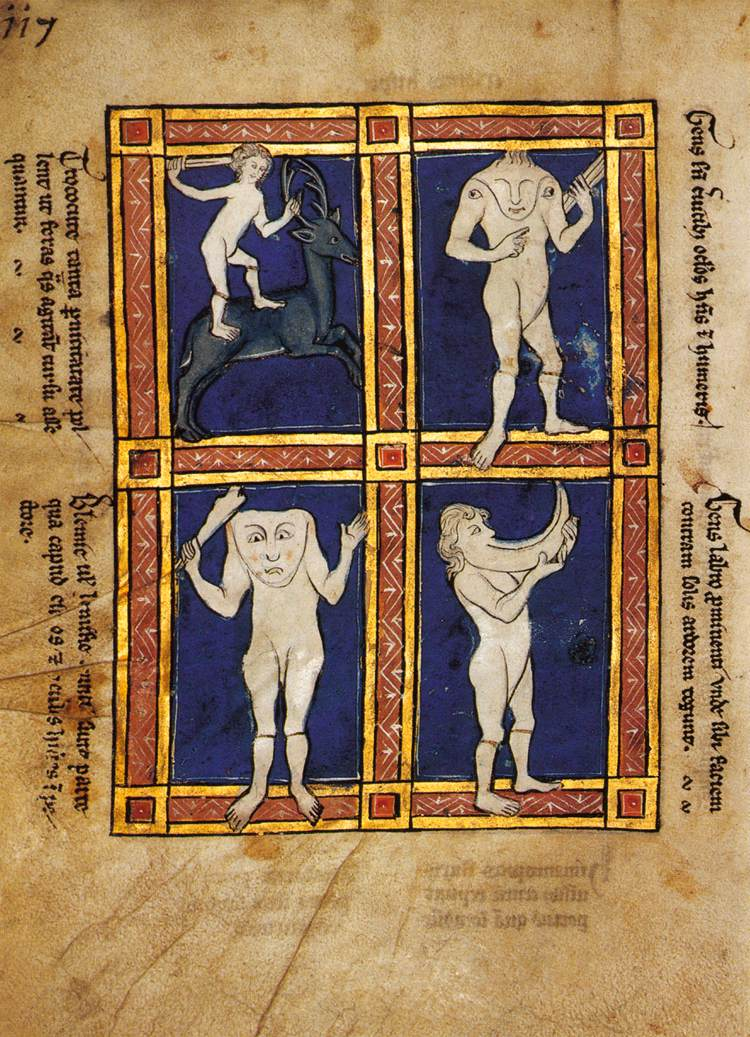
De avibus, Museo J. Paul Getty

Hugo de Fouilloy (Hugues de Fouilloy, Hugo de Folieto, Hugo Foliotensis), nacido entre el 1096 y el 1111 en Fouilloy (cerca de Amiens) y murió c. 1172. Fue un clérigo francés, prior de St.-Nicholas-de-Regny (1132) y de St.-Laurent-au-Bois (1152). Es notable por haber escrito De claustro animae (El Claustro del alma) y De medicina animae (La medicina del alma), texto alegóricos de la espiritualidad monástica. Su De avibus, un tratado moral sobre aves, fue incorporado en muchas versiones del popular bestiario medieval.

## De Avibus
De avibus contiene en torno a sesenta capítulos en dos secciones. La primera parte es principalmente exégesis de las escrituras, tomado de la Biblia y del Physiologus. La paloma es el sujeto de los primeros once capítulos y los vientos y el halcón de los siguientes once; la tórtola y el gorrión y sus hábitos de anidamiento, de los siguientes quince.
La segunda parte consiste en veintitrés capítulos y cada uno de ellos describe a un pájaro diferente. El autor toma de las Etimologías de Isidoro de Sevilla (que reunió extractos de muchos libros de la antigüedad clásica que de lo contrario se habrían perdido), de De la naturaleza de las cosas por Rabano Mauro, del comentario al libro bíblico de Job de Gregorio Magno, y del Hexamerón de Ambrosio de Milán.
El texto es conocido por varios nombres alternativos como Aviarium (El Aviario), De columba deargentata (La paloma plateada), y De tribus columbis (Las tres palomas). Another title, Libellus quidam ad Rainerum conversum cognomine Corder Benignum (El pequeño libro para Rainier el Hermano lego llamado "bondadoso"), revela a quién iba dedicado el libro. El prólogo de Hugo dice que el De Avibus fue pensado como "un texto de enseñanza para los hermanos legos". Probablemente fue escrito entre 1132 y 1152, cuando Hugo era prior de St.-Nicholas-de-Regny.
De acuerdo con Medieval Bestiary de Badke, "al menos 125 copias manuscritas del De avibus existen aún, aunque algunas sólo incluyen algunas partes del texto. La mayoría están ilustradas y las copias de ellas son conocidas por toda Europa. En su mayor parte, el texto aparece en manuscritos junto con otras obras teológicas, a menudo con algunos de los otros libros de Hugo.